# Rena Cheretchevskaïa
Rena Shereshevskaya, en russe : Рена Шерешевская (francisé Rena Cheretchevskaïa), née le 17 juin 1954 à Bakou (URSS), est une pianiste et professeure de piano russe.

## Biographie

### Études
Rena Cheretchevskaïa est née à Bakou et y fait ses études de musique à l'École spéciale pour enfants surdoués (avec Liliane Filatov). À l'âge de dix-sept ans, elle entre au Conservatoire Tchaïkovski de Moscou qu'elle termine avec le Diplôme d'excellence dans toutes les disciplines (classe de piano de Lev Vlassenko). Elle y poursuit le cycle de perfectionnement qu'elle valide par un doctorat d'enseignement et d'interprétation.

### Carrière
Elle commence sa carrière comme soliste-concertiste, mais, touchée par une maladie professionnelle de la main, elle se concentre essentiellement sur l'enseignement qu'elle a toujours ressenti comme une véritable vocation. Durant douze ans, elle enseigne à l'École centrale pour enfants surdoués auprès du Conservatoire Tchaïkovski de Moscou, puis dirige le département du piano à l'Institut pédagogique musical d'État Ippolitov-Ivanov de Moscou.
Après avoir donné des master classes dans le cadre du Festival international de musique de Colmar (France, sous la direction artistique de Vladimir Spivakov) elle fut invitée en 1993 par le Conservatoire à rayonnement départemental de Colmar en qualité de professeure de piano pour l'organisation d'une filière pour les enfants précoces. Par la suite, elle enseignera également au CNSM de Paris, au Conservatoire de Rueil-Malmaison et à l'École normale de musique de Paris où elle enseigne toujours.
Rena Shereshevskaya donne des master classes partout dans le monde (France, États-Unis, Canada, Russie, Italie, Monaco, Allemagne, Chine, Suède, Suisse), elle est souvent invitée dans les jurys de différents concours internationaux en tant que membre ou présidente. Ses élèves se produisent dans les salles les plus prestigieuses à travers les quatre continents (Carnegie Hall de New York, Théâtre des Champs-Élysées, Salle Gaveau, Philharmonie de Paris, Grande salle du Conservatoire de Moscou, Théâtre Marinsky de Saint-Pétersbourg à l'Institut pédagogique musical d'État Ippolitov-Ivanov...).  
Elle a formé de nombreux lauréats de grands concours internationaux, parmi lesquels Alexandre Kantorow – 1er Prix et Grand Prix au 16e Concours international Tchaïkovski (Moscou, 2019),,, Lucas Debargue – 4e Prix et Prix spécial de la Critique musicale de Moscou au 15e Concours international Tchaïkovski (Moscou, 2015),, Rémi Geniet – 2e Prix au Concours international Reine Elisabeth (Bruxelles, 2013), Dmitry Sin – lauréat au Concours international Reine Elisabeth (Bruxelles, 2021), Julian Trevelyan – 2e Prix, Prix pour la meilleure interprétation du concerto de Mozart et Prix du public au Concours International Geza Anda (Zurich, 2021), Maroussia Gentet – 1er Prix et tous les prix spéciaux au 13e Concours international de piano d'Orléans (Orléans, 2018), Aleksandr Kliouchko, Marcel Tadokoro, Slava Gerchovitch et beaucoup d'autres. Son premier lauréat remonte à 1989, quand Alexandre Slobodjanik Jr. son élève à l'École centrale pour enfants surdoués de Moscou est devenu le plus jeune gagnant de «The Young Concert Artists International Auditions» à New York.
Elle a publié plusieurs articles sur les questions de la pédagogie musicale pour divers magazines français et internationaux. Elle a été l’invitée d'Olivier Bellamy dans son émission « Passion Classique » sur Radio Classique ou encore de Gaëlle Le Gallic dans son émission «Génération jeunes interprètes» sur Radio France.
En 2018 à l’initiative de son directeur artistique René Martin, le Festival de La Roque-d'Anthéron lui dédie une journée entière « Hommage à Rena Shereshevskaya » avec 4 récitals de ses élèves et sa master classe. À la suite du grand succès de cette journée auprès du public, elle a été reconduite en 2019 et programmée à nouveau pour 2020 (reportée en raison de la pandémie). En 2019, le festival « Les Amateurs virtuoses ! » l’a choisi comme marraine de son festival.
En parallèle de son intense activité pédagogique, Rena Shereshevskaya se produit en musique de chambre au côté de musiciens de renommée internationale. Elle forme un duo avec sa fille, Victoria Shereshevskaya (mezzo-soprano) avec qui elles se produisent en Europe et en Russie. Elle est la conceptrice et directrice artistique du Festival « Dynasties et Familles artistiques ».

## Distinctions
- Lauréate du Prix international Ippolitov-Ivanov dans le domaine de la pédagogie musicale « pour sa contribution exceptionnelle au développement de la culture musicale mondiale » (Russie)
- Professeure honoraire de l’Institut supérieur musical et pédagogique Ippolitov-Ivanov de Moscou[13],[14].

## Décoration
- Chevalière de l'ordre des Arts et des Lettres (2015)